# Айаутеотль
Айаутеотль (исп. Ayauhtéotl) — ацтекская богиня инея и тумана, наблюдаемых только ночью или рано утром. Ассоциировалась также с тщеславием и славой, знаменитостью, возможно, символизируя её скоротечную и туманную природу.
У ацтеков существовала поговорка, обозначающая внезапно прославившегося человека «Mixtitlan, Ayauhtitlan» или «Из облаков, из тумана».